# Lee Hazlewood
Barton Lee Hazlewood (Mannford, 9 juli 1929 – Las Vegas, 4 augustus 2007) was een Amerikaanse countryzanger, popzanger, songwriter en muziekproducent.
Halverwege de jaren vijftig begon hij met het produceren van platen waar hij uiteindelijk zeer succesvol mee was. Zijn eerste productie was een debuutplaat voor de latere Duane Eddy op het label EB X. Preston. Van 1963 tot 1968 maakte Hazlewood deel uit van de folkgroep The Shacklefords. In dat verband nam hij twee albums op.
Hazlewood is waarschijnlijk het bekendst vanwege het schrijven van Nancy Sinatra's hit "These Boots Are Made for Walking". Samen met haar nam hij ook verschillende nummers op, zoals "Summer Wine", "Some Velvet Morning", "Jackson" en "Lady Bird".
Lee Hazlewood stond bekend om zijn karakteristieke baritonstem.
Lee Hazlewood overleed op 78-jarige leeftijd thuis aan de gevolgen van nierkanker.

## Discografie
- 1963 – Trouble Is a Lonesome Town
- 1964 – The N.S.V.I.P.'s
- 1965 – Friday's Child
- 1966 – The Very Special World Of Lee Hazlewood
- 1967 – Lee Hazlewoodism It's Cause and Cure
- 1968 – Nancy and Lee – samen met Nancy Sinatra
- 1968 – Something Special
- 1968 – Love and Other Crimes
- 1969 – The Cowboy and the Lady – samen met Ann-Margret
- 1969 – Forty
- 1970 – Cowboy in Sweden – opgenomen in Zweden en dikwijls beschouwd als een van zijn meest bizarre opnames
- 1971 – Requiem for an Almost Lady
- 1972 – Nancy and Lee Again – samen met Nancy Sinatra
- 1972 – 13
- 1973 – I'll Be Your Baby Tonight
- 1973 – Poet Fool Or Bum
- 1974 – The Stockholm Kid Live At Berns
- 1975 – A House Safe For Tigers
- 1976 – 20th Century Lee
- 1977 – Movin' On
- 1977 – Back On The Street Again
- 1993 – Gypsies & Indians – samen met Anna Hanski
- 1999 – Farmisht, Flatulence, Origami, ARF!!! & Me...
- 2002 – For Every Solution There's a Problem
- 2002 – For Every Question There's an Answer – interview CD
- 2002 – Bootleg Dreams & Counterfeit Demos
- 2003 – Lycanthrope Tour/Europe 2002
- 2004 – Nancy & Lee 3 – samen met Nancy Sinatra
- 2006 - Cake or Death

- Bibsys: 3029695
- Biblioteca Nacional de España: XX4580890
- Bibliothèque nationale de France: cb140426658 (data)
- Gemeinsame Normdatei: 133256847
- International Standard Name Identifier: 0000 0001 1751 4508
- Library of Congress Control Number: n94120006
- Nationale Bibliotheek van Letland: 000097828
- MusicBrainz: 56d9908f-548e-40c1-837f-cd006d79d3a0
- Nationale Bibliotheek van Tsjechië: xx0066118
- Nationale Bibliotheek van Israël: 987007450614105171
- Nederlandse Thesaurus van Auteursnamen: 097911259
- LIBRIS: 294087
- Virtual International Authority File: 24802858
- WorldCat: E39PBJyGR3grBMVRdvKcF3Krv3